# Satrup Mose
Satrup Mose (ty. Satrupholmer Moor) er et 65 ha stor moseområde beliggende øst for Satrup i det centrale Angel i Sydslesvig. I administrativ henseende hører området under Midtangel Kommune i Slesvig-Flensborg kreds i den nordtyske delstat Slesvig-Holsten. Navnet er hentet fra landsbyen Satrup hhv. det nærliggende Satrupholm gods. Mosen udfylder en flad dels vandfyldt lavning et let kuperet morænelandskab, skabt under sidste istid, flankeret af marker og skove, f. eks mod nord Skovkobbel Skov med den lille Degneng eller mod syd skovene Rebbjergskov og Svendholt. Den afvander i nordøst gennem et kort løb til Bondeåen. Lavningen dannede førhen en lavvandet sø med flere småøer ved navn Satrup Sø (på tysk Satupholmer el. Rüder See), der dog groede mere og mere til. Endnu i 1769 kunne der fiskes, men store dele var allerede omdannet til mose- og engområde. Som følge af Bondeåens regulering i 1883 sænkedes vandstanden videre og resten af søen forsvandt. I dele af området blev der gravet tørv.
Området er nu et godt levested for ynglefugle som nattergal og fyrremejse og rastende trækfugle om vinteren som fjeldvåge og sangsvane. I årene 1919 til 1925 blev der fundet ravperler og en stammebåd fra stenalderen. Satup Mose er omgivet af Satrupholm og Bondebro i nord, Mosevad i øst og Magerskov (Mauenholz) og St. Ryde i syd.